# Puchar Ligi Islandzkiej w piłce nożnej
Puchar Ligi Islandzkiej w piłce nożnej (isl. Deildabikar) – cykliczne piłkarskie rozgrywki pucharowe w Islandii, utworzone w 1996 r. na podobieństwo Pucharu Islandii, w których mogą uczestniczyć wyłącznie islandzkie drużyny klubów Veikkausliiga. Organizatorem zmagań jest Islandzki Związek Piłki Nożnej.

## Historia
W sezonie 1996 startowały pierwsze oficjalne rozgrywki o Puchar Ligi Islandzkiej. Pierwszy finał rozegrano 15 maja 1996 roku. W tym meczu Akraness pokonał po dogrywce 3:1 Breiðablik.

## Format
Od inauguracyjnego sezonu 1996 format zmieniał się wiele razy. Od 2008 w turnieju występują 24 najlepsze kluby z ostatniego sezonu Islandii, a wcześniej uczestniczyło 16 klubów. Rozgrywany jest systemem wiosna - jesień, przeważnie od lutego do maja. Prowadzono jeden mecz na boisku jednej z walczących drużyn. W przypadku, gdy po zakończeniu podstawowego czasu gry wynik nie rozstrzygnięty, przeprowadza się natychmiast dogrywkę (2 x 15 min.) i jeżeli nadal remis, zespoły strzelają serię rzutów karnych. 24 drużyny podzielone są na trzy grupy z ośmiu zespołów. Po siedmiu meczach drużyny, które zajęły 1 i 2 miejsce, oraz dwie najlepsze drużyny z 3 miejsc kwalifikuje się do 1/4 finału. Zwycięzca Pucharu Ligi nie otrzymywał prawo do gry w Lidze Europy UEFA.

## Zwycięzcy i finaliści
| Sezon                                                     | K | K | T | Zwycięzca     | Wynik            | Finalista          | Data, miejsce                                        | Br. | Król strzelców                                                                   | Uwagi                                            |
| Puchar Ligi Islandzkiej w piłce nożnej (isl. Deildabikar) |   |   |   |               |                  |                    |                                                      |     |                                                                                  |                                                  |
| 1996                                                      |   |   | 1 | Akraness      | 3:1 pd.          | Breiðablik         | 15.05.1996, Kaplakriki, Hafnarfjordur                | 11  | Mihajlo Bibercic                                                                 | 34 kluby                                         |
| 1997                                                      |   |   | 1 | Vestmannaeyja | 3:2 pd.          | Valur              | 13.05.1997, Laugardalsvöllur, Reykjavík              | 11  | Tryggvi Gudmundsson                                                              | 34 kluby                                         |
| 1998                                                      |   |   | 1 | Reykjavíkur   | 2:2 pd. (k. 6:5) | Valur              | 26.08.1998, Laugardalsvöllur, Reykjavík              | 8   | Kristin Larusson Steingrimur Johannesson                                         | 34 kluby                                         |
| 1999                                                      |   |   | 2 | Akraness      | 1:0              | Fylkir             | 08.06.1999, Laugardalsvöllur, Reykjavík              | 9   | Arnaldur Geir Schram                                                             | 36 klubów                                        |
| 2000                                                      |   |   | 1 | Grindavíkur   | 4:0              | Valur              | 04.09.2000, Laugardalsvöllur, Reykjavík, 511         | 13  | Veigar Pall Gunnarsson                                                           | 36 klubów                                        |
| 2001                                                      |   |   | 2 | Reykjavíkur   | 0:0 pd. (k. 5:3) | Hafnarfjarðar      | 06.05.2001, Laugardalsvöllur, Reykjavík              | 8   | Atli Vidar Bjornsson Halfdan Gislason                                            | 16 klubów                                        |
| 2002                                                      |   |   | 1 | Hafnarfjarðar | 2:2 pd. (k. 4:3) | Fylkir             | 07.05.2002, Egilshöllin, Reykjavík                   | 8   | Saevar Thor Gislason                                                             | 16 klubów                                        |
| 2003                                                      |   |   | 3 | Akraness      | 1:1 pd. (k. 4:2) | Keflavík           | 09.05.2003, Valbjarnarvöllur, Reykjavík              | 15  | Soren Hermansen                                                                  | 16 klubów                                        |
| 2004                                                      |   |   | 2 | Hafnarfjarðar | 2:1              | Reykjavíkur        | 08.05.2004, Kaplakriki, Hafnarfjordur, 1.200         | 10  | Hordur Sveinsson                                                                 | 16 klubów                                        |
| 2005                                                      |   |   | 3 | Reykjavíkur   | 3:2              | Þróttur            | 05.05.2005, Egilshöll, Reykjavík                     | 5   | Olgeir Sigurgeirsson Kari Steinn Reynisson Johann Thorhallsson Saevar Eyjolfsson | 16 klubów                                        |
| 2006                                                      |   |   | 3 | Hafnarfjarðar | 3:2              | Keflavík           | 01.05.2006, Stjörnuvöllur, Garðabær                  | 6   | Sigurvin Olafsson Tryggvi Gudmundsson Arnar Gunnlaugsson Hreinn Hringsson        | 16 klubów                                        |
| 2007                                                      |   |   | 4 | Hafnarfjarðar | 3:2 pd.          | Valur              | 01.05.2007, Stjörnuvöllur, Garðabær                  | 7   | Sigurvin Olafsson                                                                | 16 klubów                                        |
| 2008                                                      |   |   | 1 | Valur         | 4:1              | Fram               | 01.05.2008, Kópavogsvöllur, Kópavogur                | 10  | Tryggvi Gudmundsson                                                              | 24 kluby                                         |
| 2009                                                      |   |   | 5 | Hafnarfjarðar | 3:0              | Breiðablik         | 01.05.2009, Kópavogsvöllur, Kópavogur                | 7   | Steinthor Freyr Thorsteinsson                                                    | 24 kluby                                         |
| 2010                                                      |   |   | 4 | Reykjavíkur   | 2:1              | Breiðablik         | 01.05.2010, Kópavogsvöllur, Kópavogur                | 9   | Thorvaldur Arnason                                                               | 24 kluby                                         |
| 2011                                                      |   |   | 2 | Valur         | 3:1 pd.          | Fylkir             | 25.04.2011, Kópavogsvöllur, Kópavogur                |     |                                                                                  | 24 kluby                                         |
| 2012                                                      |   |   | 5 | Reykjavíkur   | 1:0              | Fram               | 28.04.2012, Kórinn fjölnota knatthús, Reykjavík, 627 |     |                                                                                  | 24 kluby                                         |
| 2013                                                      |   |   | 1 | Breiðablik    | 3:2              | Valur              | 27.04.2013, Samsung völlurinn, Garðabær, 384         |     |                                                                                  | 24 kluby                                         |
| 2014                                                      |   |   | 6 | Hafnarfjarðar | 4:1              | Breiðablik         | 25.04.2014, Samsung völlurinn, Garðabær, 489         |     |                                                                                  | 24 kluby                                         |
| 2015                                                      |   |   | 2 | Breiðablik    | 1:0              | Akureyrar          | 23.04.2015, Akureyrarvöllur, Akureyri                |     |                                                                                  | 24 kluby                                         |
| 2016                                                      |   |   | 6 | Reykjavíkur   | 2:0              | Víkingur Reykjavík | 21.04.2016, Egilshöll, Reykjavík, 511                |     |                                                                                  | 24 kluby                                         |
| 2017                                                      |   |   | 7 | Reykjavíkur   | 4:0              | Grindavíkur        | 17.04.2017, Egilshöll, Reykjavík                     |     |                                                                                  | 24 kluby                                         |
| 2018                                                      |   |   | 3 | Valur         | 4:2              | Grindavíkur        | 09.04.2018, Valbjarnarvöllur, Reykjavík              |     |                                                                                  | 24 kluby                                         |
| 2019                                                      |   |   | 8 | Reykjavíkur   | 2:1              | Akraness           | 07.04.2019, Akranesvöllur, Akranes                   |     |                                                                                  | 24 kluby                                         |
| 2020                                                      |   |   |   |               |                  |                    |                                                      |     |                                                                                  | 24 kluby, nie dokończono przez pandemię COVID-19 |
| 2021                                                      |   |   |   |               |                  |                    |                                                      |     |                                                                                  | 24 kluby, nie dokończono przez pandemię COVID-19 |
| 2022                                                      |   |   | 7 | Hafnarfjarðar | 2:1              | Víkingur Reykjavík | 25.03.2022, Víkingsvöllur, Reykjavík                 |     |                                                                                  | 24 kluby                                         |
| 2023                                                      |   |   | 1 | Akureyrar     | 1:1 pd. (k. 4:3) | Valur              | 2.04.2023, Akureyrarvöllur, Akureyri                 |     |                                                                                  | 24 kluby                                         |

Uwagi:
- wytłuszczono i kursywą oznaczone zespoły, które w tym samym roku wywalczyły mistrzostwo i Puchar kraju (dublet),
- wytłuszczono zespoły, które zdobyły mistrzostwo kraju,
- kursywą oznaczone zespoły, które zdobyły Puchar kraju.

## Statystyka

### Klasyfikacja według klubów
W dotychczasowej historii finałów o Puchar Ligi Islandzkiej na podium oficjalnie stawało w sumie 13 drużyn. Liderem klasyfikacji jest Reykjavíkur, który zdobył trofeum 8 razy.
| Lp. | Klub               | Zdobywca | Finalista   | Zwycięskie sezony                        | Przegrane finały                   |   |   |                                                |      |
| --- | ------------------ | -------- | ----------- | ---------------------------------------- | ---------------------------------- | - | - | ---------------------------------------------- | ---- |
| Lp. | Klub               | 1.       | Reykjavíkur | Zwycięskie sezony                        | Przegrane finały                   | 8 | 1 | 1998, 2001, 2005, 2010, 2012, 2016, 2017, 2019 | 2004 |
| 2.  | Hafnarfjarðar      | 7        | 1           | 2002, 2004, 2006, 2007, 2009, 2014, 2022 | 2001                               |   |   |                                                |      |
| 3.  | Valur              | 3        | 6           | 2008, 2011, 2018                         | 1997, 1998, 2000, 2007, 2013, 2023 |   |   |                                                |      |
| 4.  | Akraness           | 3        | 1           | 1996, 1999, 2003                         | 2019                               |   |   |                                                |      |
| 5.  | Breiðablik         | 2        | 4           | 2013, 2015                               | 1996, 2009, 2010, 2014             |   |   |                                                |      |
| 6.  | Grindavíkur        | 1        | 2           | 2000                                     | 2017, 2018                         |   |   |                                                |      |
| 7.  | Akureyrar          | 1        | 1           | 2023                                     | 2015                               |   |   |                                                |      |
| 8.  | Vestmannaeyja      | 1        | 0           | 1997                                     |                                    |   |   |                                                |      |
| 9.  | Fylkir             | 0        | 3           |                                          | 1999, 2002, 2011                   |   |   |                                                |      |
| 10. | Keflavík           | 0        | 2           |                                          | 2003, 2006                         |   |   |                                                |      |
| 10. | Fram               | 0        | 2           |                                          | 2008, 2012                         |   |   |                                                |      |
| 10. | Víkingur Reykjavík | 0        | 2           |                                          | 2016, 2022                         |   |   |                                                |      |
| 13. | Þróttur            | 0        | 1           |                                          | 2005                               |   |   |                                                |      |

### Klasyfikacja według miast
| Miasto         | Liczba tytułów | Kluby             |
| -------------- | -------------- | ----------------- |
| Reykjavík      | 11             | KR (8), Valur (3) |
| Hafnarfjörður  | 7              | FH (7)            |
| Akranes        | 3              | ÍA (3)            |
| Kópavogur      | 2              | Breiðablik (2)    |
| Grindavík      | 1              | Grindavík (1)     |
| Vestmannaeyjar | 1              | ÍBV (1)           |
| Akureyri       | 1              | Akureyrar (1)     |